# Château de Domeyrat
 (février 2017).
Le château de Domeyrat est un château médiéval sur la commune française de Domeyrat dans le département de la Haute-Loire en région Auvergne-Rhône-Alpes. Il est classé monument historique.

## Historique
Les fondateurs sont les Papabeuf, la première mention de la famille, celle d'Étienne de Papabeuf, remonte à 1114 et figure dans un manuscrit de Sauxillanges en raison d'un don de terres à l'abbaye. Celle du château paraît plus d'un siècle après dans le recensement des vassaux d'Alphonse de Poitiers dressé entre 1250 et 1260 : Astorgius et son fils Bertrand de Papabeuf rendent alors hommage pour le château d'Almayrac (Domeyrat).
La famille des Papabeuf en reste propriétaire jusqu'en 1348, date à laquelle elle semble s'éteindre brusquement, victime peut-être de la peste noire qui ravage la région.
Vient une période intermédiaire qui voit se succéder les seigneurs et habitants du castel : Pierre de Montaigut, mentionné en 1368, Catherine de Châteauneuf en 1375 avec Adhémar Jory, à qui elle cède alors la moitié de la terre lui appartenant. La vente ne mentionne que des terres de Domeyrat et suggère la possibilité de l'abandon du château, victime parmi d'autres des troubles provoqués par la guerre de Cent Ans.
Domeyrat revient ensuite à la famille de Langheac. L'acquisition, dont les conditions restent méconnues, semble incomber à Pons de Langheac, sénéchal de la province, à qui l'on reconnaît le titre de seigneur de Domeyrat en 1387.
Son fils Jean de Langheac lui succède comme sénéchal d'Auvergne en 1419 et hérite de la seigneurie en 1421. Il épouse Marguerite Gouges de Charpaigne, nièce de Martin Gouges, évêque de Clermont. Et sous l'influence de celui-ci, l'édifice bénéficie d'un remaniement considérable, entre 1431 et 1435. On dit de lui qu'il est le second bâtisseur du château, d'où les nombreuses confusions sur la date de construction originale. De successions en successions, la famille de Langheac reste propriétaire jusqu'en 1619, date à laquelle s'éteint la dernière descendante Françoise de Langheac.
Par son mari, Domeyrat passe dans les biens de la famille de la Rochefoucauld. Après avoir agrandi le domaine en 1591, Françoise de Langheac et Jacques de la Rochefoucauld (fils d'Antoine) laissent Domeyrat à leur fils. D'abord co-seigneurie entre Charles-Ignace héritier du titre et François à qui revient la jouissance du fief et qui sera l'un des derniers seigneurs résidant au château. Son héritier, Henry de la Rochefoucauld, établi à Brassac ; grevé de dettes, il vend Domeyrat en 1656 à Christophe de Beaune.
Progressivement, le château est délaissé. Criblé de dettes, le dernier seigneur l'abandonne à ses principaux créanciers : François-Marie et Louis François Marie Fargès en 1773. Le domaine est agrandi, bien qu'ils n'y résident pas. Après leur décès, en 1790 et 1792, les filles mineures héritent de Domeyrat.
La Révolution impose d'importantes transformations. Le domaine est partagé entre trois communes : Domeyrat, La Chomette et Montclard puis mis en vente sous forme de lots de 1793 à 1795. Parallèlement, son démantèlement a lieu en 1794.
Le Conseil général de la Haute-Loire a racheté le monument à différentes familles ; il est classé monument historique depuis le 30 décembre 1983. Depuis le 1er avril 2018, c'est une association loi de 1901, Domeyrat Réinventé qui en a la gestion. Elle a signé un bail emphytéotique de cinquante ans avec le département de la Haute-Loire. Elle assure l'entretien, l'animation et la restauration du château. Elle a lancé une étude avec un cabinet d'architecture de Clermont-Ferrand, l'agence Christian Laporte Architecte du Patrimoine.

## Description

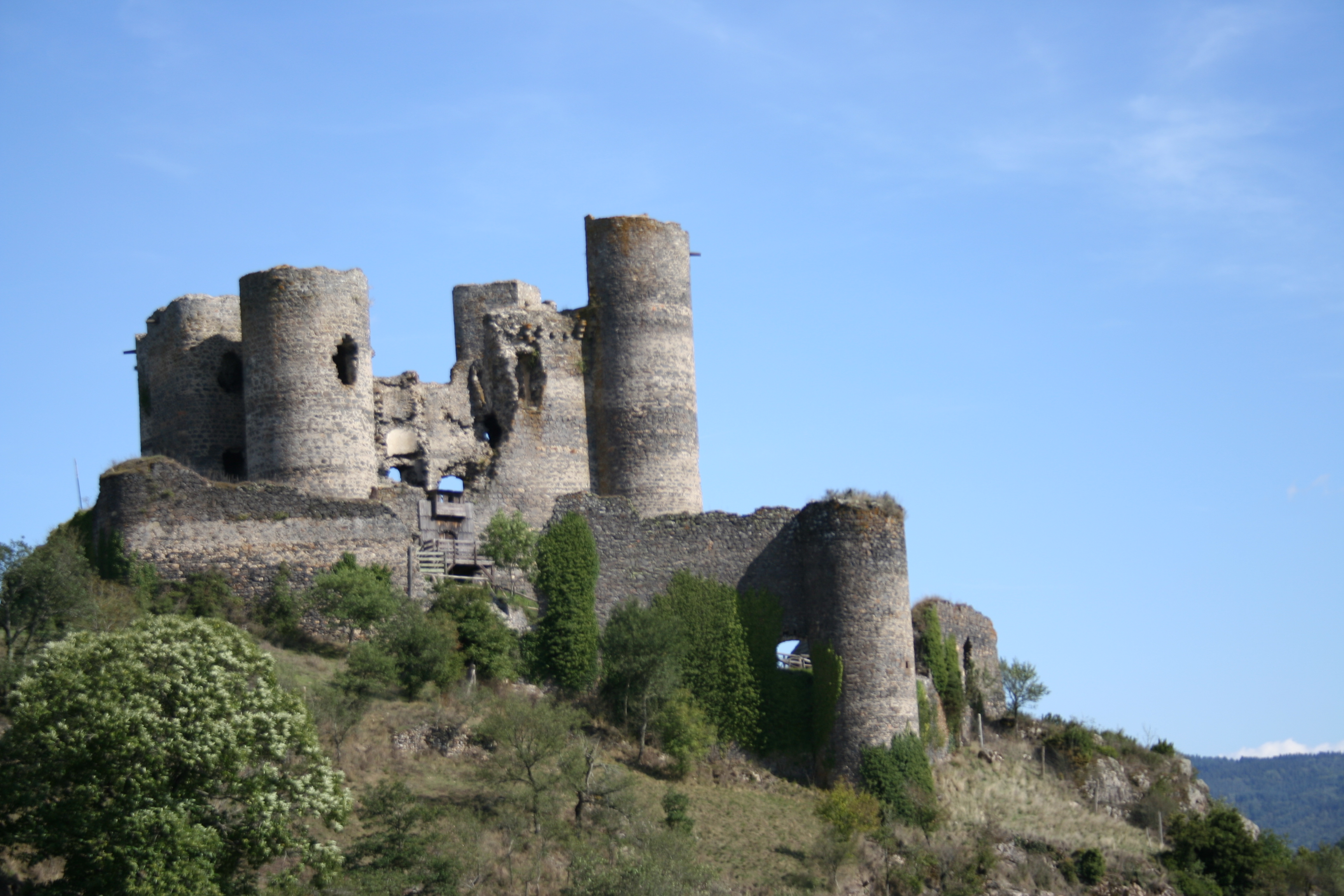
Vue des ruines du château.

Le château de Domeyrat est un château du XVe siècle, dont la partie inférieure pourrait remonter au XIIe siècle. C'est un donjon-résidence de plan cantonné, constitué d'un donjon rectangulaire flanqué à chacun de ses angles d'une tour ronde. La seconde enceinte constituée de tours et de courtines a disparu.
Deux des tours du donjon-résidence conservent des vestiges de peintures murales, l'une ornée d'une scène de chasse au cerf, d'amours et d'arabesques du XVIe siècle, l'autre de scènes religieuses du début du XVIIe siècle.
Le château de Domeyrat, exemple accompli de « donjon-résidence de plan cantonné » a fait l'objet d'une étude d'histoire architecturale publiée dans les Cahiers de la Haute-Loire en 2007.
Sur le site a été mis au jours des tuyaux en terre cuite qui servait probablement à alimenter une citerne.